# Macedonio Melloni

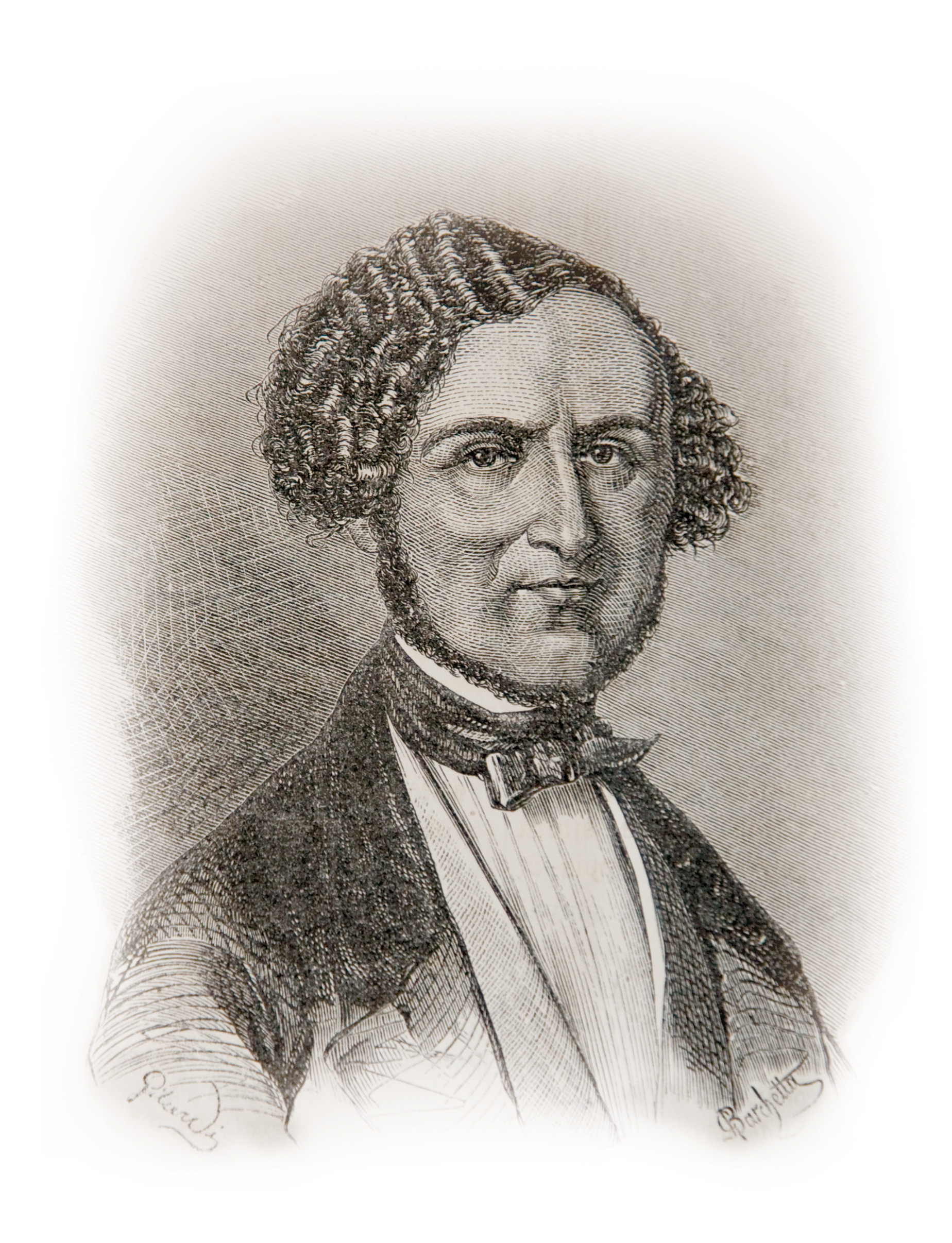
Macedonio Melloni (ca. 1830)

Macedonio Melloni (* 11. April 1798 in Parma; † 11. August 1854 in Portici bei Neapel) war ein italienischer Physiker.

## Leben
Melloni arbeitete vor allem über Wärmestrahlung, außerdem Magnetismus der Gesteine, elektrostatische Induktion und Photographie.
Er wurde 1834 mit der Rumford Medal of the Royal Society ausgezeichnet. Ab 1835 war er korrespondierendes Mitglied der Académie des Sciences, ab 1839 auswärtiges Mitglied der Royal Society. Melloni war erster Direktor des 1841 eröffneten Vesuv-Observatoriums (Osservatorio Vesuviano), des ersten vulkanologischen Instituts der Welt. 1836 wurde er korrespondierendes Mitglied der Russischen Akademie der Wissenschaften in St. Petersburg und der Preußischen Akademie der Wissenschaften. 1842 erhielt er den preußischen Orden Pour le Mérite. 1845 wurde er in die Royal Society of Edinburgh, 1849 in die American Academy of Arts and Sciences und im Dezember 1851 in die Académie royale des Sciences, des Lettres et des Beaux-Arts de Belgique gewählt.
Melloni starb 1854 an Cholera.

## Veröffentlichungen (Auswahl)
- La thermochrôse, ou la coloration calorifique. Band 1. Imprimerie de Joseph Baron, Neapel 1850 (Es erschien nur Band 1[3]).